# Watford DC Line
De Watford DC Line is een spoorlijn in Groot-Brittannië van London Euston naar Watford Junction. De lijn wordt gebruikt door London Overground en door de Bakerloo Line van London Underground (de metro van Londen). De benaming van de lijn komt door het feit dat de treinen gevoed worden op gelijkstroom (DC = Direct Current), in tegenstelling tot de West Coast Main Line die vlak naast de Watford DC line ligt.
In november 2007 nam Transport for London (TfL) het beheer van de tussenliggende stations over, met uitzondering van Willesden Junction. De stations zijn of worden gerenoveerd als onderdeel van London Overground naar de standaard van de metro van Londen.
Het is de bedoeling om de lijn ten noorden van Harrow & Wealdstone op termijn over te dragen aan de Bakerloo Line. Hierdoor kan de hele dienstregeling door de Bakerloo Line verzorgd worden. Hiermee wordt de situatie van voor 1982 hersteld. Dit gaat samen met het project om de Watford zijlijn van de Metropolitan metro om te leggen naar Watford Junction waardoor dit station via twee metroroutes bereikbaar wordt.

## Stations
| Station             | Overstappunt | Foto * | Type       | Geopend          | Ligging                       | Opmerkingen |
| ------------------- | ------------ | ------ | ---------- | ---------------- | ----------------------------- | ----------- |
| Watford Junction    |              | 2 !    | Maaiveld   | 20 juli 1837     | 51° 39′ 41″ NB, 0° 23′ 37″ WL |             |
| Watford High Street |              | 3 !    | Uitgraving | 10 maart 1906    | 51° 39′ 9″ NB, 0° 23′ 31″ WL  |             |
| Bushey              |              | 4 !    | Talud      | 1841             | 51° 38′ 38″ NB, 0° 23′ 6″ WL  |             |
| Carpenders Park     |              | 5 !    | Maaiveld   | 11 april 1914    | 51° 37′ 44″ NB, 0° 23′ 10″ WL |             |
| Hatch End           |              | 6 !    | Maaiveld   | 10 februari 1913 | 51° 36′ 34″ NB, 0° 22′ 5″ WL  |             |
| Headstone Lane      |              | 7 !    | Maaiveld   | 10 februari 1913 | 51° 36′ 9″ NB, 0° 21′ 23″ WL  |             |
| Harrow & Wealdstone |              | 8 !    | Maaiveld   | 20 juli 1837     | 51° 35′ 30″ NB, 0° 20′ 14″ WL |             |
| Kenton              |              | 9 !    | Maaiveld   | 15 juni 1912     | 51° 34′ 54″ NB, 0° 18′ 59″ WL |             |
| South Kenton        |              | 10 !   | Talud      | 3 juli 1933      | 51° 34′ 12″ NB, 0° 18′ 30″ WL |             |
| North Wembley       |              | 11 !   | Maaiveld   | 15 juni 1912     | 51° 33′ 44″ NB, 0° 18′ 15″ WL |             |
| Wembley Central     |              | 12 !   | Maaiveld   | 1842             | 51° 33′ 8″ NB, 0° 17′ 48″ WL  |             |
| Stonebridge park    |              | 13 !   | Talud      | 15 juni 1912     | 51° 32′ 38″ NB, 0° 16′ 31″ WL |             |
| Harlesden           |              | 14 !   | Maaiveld   | 15 juni 1912     | 51° 32′ 10″ NB, 0° 15′ 27″ WL |             |
| Willesden Junction  |              | 15 !   | Maaiveld   | 1 september 1866 | 51° 31′ 55″ NB, 0° 14′ 39″ WL |             |
| Kensal Green        |              | 16 !   | Uitgraving | 1 oktober 1916   | 51° 31′ 50″ NB, 0° 13′ 30″ WL |             |
| Queen's Park        |              | 17 !   | Maaiveld   | 2 juni 1879      | 51° 32′ 2″ NB, 0° 12′ 17″ WL  |             |
| Kilburn High Road   |              | 18 !   | Uitgraving | 1852             | 51° 32′ 15″ NB, 0° 11′ 31″ WL |             |
| South Hampstead     |              | 19 !   | Uitgraving | 2 juni 1879      | 51° 32′ 27″ NB, 0° 10′ 49″ WL |             |
| London Euston       |              | 20 !   | Maaiveld   | 20 juli 1837     | 51° 31′ 42″ NB, 0° 7′ 59″ WL  |             |

* De sorteerwaarde van de foto is de ligging langs de lijn